# Teodoro Celli
Teodoro Celli (Parma, 1917 – Roma, 9 novembre 1989) è stato un giornalista, scrittore e critico musicale italiano.

## Biografia
Dopo aver studiato pianoforte e composizione a Milano, città nella quale crebbe e nella quale si laureò in lettere, iniziò nel 1941 a collaborare con quotidiani e settimanali (fra cui Oggi). Negli anni cinquanta divenne critico musicale, specializzandosi sulla musica di Richard Wagner e scrivendo una biografia di Giuseppe Verdi intitolata Va' pensiero. Dagli anni settanta fino alla morte visse a Roma, dove lavorava come critico musicale de il Messaggero. Affiancando l'attività di critico a quella di scrittore dette alle stampe altri libri, fra cui L'arte di Victor De Sabata (dedicato alla figura di Victor De Sabata, pubblicato nel 1978) e la raccolta di saggi Il dio Wagner e altri dei della musica (del 1980, in concorso al Premio Estense).
Come collaboratore assiduo delle edizioni del Teatro alla Scala, pubblicò un saggio in occasione del quattrocentesimo anniversario dell'inaugurazione del teatro ricostruito dopo i bombardamenti dell'estate 1943 che Celli visse da vicino: la sua famiglia era sfollata a Castano Primo mentre il padre, funzionario alla Banca Commerciale continuò a lavorare e a vivere nonostante i bombardamenti a Milano.
Gli eventi della notte di ferragosto 1943, quando il capoluogo lombardo fu al centro di un furioso bombardamento da parte di quattrocento "fortezze volanti" alleate, è stato raccontato dallo stesso Celli in un'intervista-documentario con Enzo Biagi rilasciata nel 1983, pochi anni prima della morte, sopraggiunta a Roma nel 1989. Celli fu quindi testimone oculare, oltre che della distruzione, anche della ricostruzione del famoso teatro milanese, iniziata nel 1944 e terminata nella primavera del 1946, e fu tra coloro che assistettero al concerto di inaugurazione della Scala ricostruita diretto da Arturo Toscanini giunto appositamente dagli USA.